# Dumbrava de Jos (okręg Mehedinți)
Dumbrava de Jos – wieś w Rumunii, w okręgu Mehedinți, w gminie Dumbrava. W 2011 roku liczyła 172 mieszkańców.